# Campionati europei di canoa slalom 2010
I Campionati europei di canoa slalom 2010 sono stati l'11ª edizione della competizione continentale. Si sono svolti a Bratislava, in Slovacchia, dal 13 al 15 agosto 2010, dopo il rinvio dell'evento a giugno a causa del livello delle acque del Danubio troppo elevato.

## Medagliere
| Pos.   | Paese         | Oro | Argento | Bronzo | Totale |
| ------ | ------------- | --- | ------- | ------ | ------ |
| 1      | Slovacchia    | 5   | 2       | 2      | 9      |
| 2      | Rep. Ceca     | 1   | 2       | 1      | 4      |
| 3      | Polonia       | 1   | 2       | 0      | 3      |
| 4      | Slovenia      | 1   | 1       | 2      | 4      |
| 5      | Germania      | 1   | 1       | 0      | 2      |
| 6      | Austria       | 0   | 1       | 0      | 1      |
| 7      | Francia       | 0   | 0       | 2      | 2      |
| 7      | Gran Bretagna | 0   | 0       | 2      | 2      |
| Totale | Totale        | 9   | 9       | 9      | 27     |

## Podi

### Uomini
| Evento              | Oro                                                                                              | Punti  | Argento | Punti  | Bronzo | Punti  |
| Canoa C-1           | Michal Martikán                                                                                  | 90,06  | Matej Beňuš | 92,10  | Alexander Slafkovský                                                                                       | 93,89  |
| Canoa C-1 a squadre | Slovacchia Michal Martikán Alexander Slafkovský Matej Beňuš                                      | 112,73 | Rep. Ceca Jan Mašek Michal Jáně Stanislav Ježek                                                                 | 116,94 | Francia Tony Estanguet Denis Gargaud Chanut Nicolas Peschier                                               | 119,63 |
| Canoa C-2           | Slovacchia Ladislav Škantár Peter Škantár                                                        | 101,21 | Rep. Ceca Jaroslav Volf Ondřej Štěpánek                                                                         | 102,38 | Gran Bretagna David Florence Richard Hounslow                                                              | 103,88 |
| Canoa C-2 a squadre | Rep. Ceca Tomáš Koplík / Jakub Vrzáň Lukáš Přinda / Jan Havlíček Jaroslav Volf / Ondřej Štěpánek | 124,67 | Polonia Paweł Sarna / Dawid Dobrowolski Patryk Brzeziński / Dariusz Chlebek Marcin Pochwała / Piotr Szczepański | 128,34 | Gran Bretagna Tim Baillie / Etienne Stott David Florence / Richard Hounslow Daniel Goddard / Colin Radmore | 133,13 |
| Kayak K-1           | Peter Kauzer                                                                                     | 87,82  | Jure Meglič | 87,97  | Vavřinec Hradilek                                                                                          | 89,85  |
| Kayak K-1 a squadre | Polonia Dariusz Popiela Mateusz Polaczyk Grzegorz Polaczyk                                       | 108,49 | Germania Hannes Aigner Alexander Grimm Sebastian Schubert                                                       | 108,98 | Slovenia Peter Kauzer Dejan Kralj Jure Meglič                                                              | 110,86 |

### Donne
| Evento              | Oro                                                          | Punti  | Argento                                                      | Punti  | Bronzo                                                     | Punti  |
| Canoa C-1           | Katarína Macová                                              | 160,13 | Jana Dukátová                                                | 170,05 | Caroline Loir                                              | 183,29 |
| Kayak K-1           | Jana Dukátová                                                | 97,59  | Corinna Kuhnle                                               | 101,68 | Urša Kragelj                                               | 101.99 |
| Kayak K-1 a squadre | Germania Melanie Pfeifer Jasmin Schornberg Jennifer Bongardt | 136,20 | Polonia Joanna Mędoń Małgorzata Milczarek Natalia Pacierpnik | 137,38 | Slovacchia Jana Dukátová Dana Beňušová Gabriela Stacherová | 140,02 |